# 蔚蓝海岸社区
蔚蓝海岸社区位于中华人民共和国广东省深圳市南山区，是南山区粤海街道蔚蓝海岸社区工作站辖区。辖区总人口16443人,总户数4958户，其中户籍人口11472人,常住户数4877户。区内以蔚蓝海岸（1-4期）、浪琴屿两个商住楼苑为主。
社区工作站成立于2004年9月，辖区总面积1.2平方公里。

## 辖区范围
东起后海滨路,西达后海大道,南始东滨路,北至创业路。

## 基础设施情况
有北京师范大学附属幼儿园、小学、北京师范大学附属中学、粤海街道社区学院等6所学校，两个社康中心，三个中型商场，120家商铺。